# Lago di Varano
Lago di Varano [làgo di varàno]), je laguna v Jadranskem morju, na severni obali polotoka Gargano, 9 km (v zračni črti) vzhodno od lagune Lago di Lesina. Upravno spada pod italijansko deželo Apulija (pokrajina Foggia). Zavzema skupno 60,5 km².
Laguno zapira proti morju 10 km dolg in 1 km širok otok (Isola Varano), imenovan tudi samo Isola, ki je gosto poraščen s smrekami in evkalipti in ki dopušča le dva ozka pretoka z odprtim morjem. Globina vode je najmanj 2 metra, proti morju tudi 5 m, ker laguno izpodkopavata dva podvodna izvira.
Po mnenju izvedencev je laguna nastala po letu 1000, a stvar ni bila še podrobno raziskana. Z gotovostjo je dokazano le, da se je v teh krajih, med jezerom in pobočji Gargana, nahajalo starinsko mesto Yria ali Uria, o katerem poročata tudi Plinij starejši in Strabon. Toda poznejših zapisov o tem mestu ni, »izginilo« je v prvih stoletjih našega štetja. Tradicija govori o hudem potresu in zemeljskem usadu, ki naj bi mesto odnesel v jezerske globine. Če bi to odgovarjalo resnici, bi bil s tem razložen postopni nastanek lagune v naslednjih stoletjih.